# Нижневоротская сельская община
Нижневоротская сельская общи́на (укр.  Нижньоворітська сільська громада) — территориальная община в Мукачевском районе Закарпатской области Украины.
Административный центр — село Нижние Ворота.
Население составляет 10 005 человек. Площадь — 157,2 км².

## Населённые пункты
В состав общины входит 11 сёл:
- Нижние Ворота
- Задельское
- Абранка
- Беласовица
- Латорка
- Вербяж
- Завадка
- Верхние Ворота
- Лазы
- Тишев
- Котельница